# Береке (Магжана Жумабаєва район)
Береке́ (каз. Береке) — село у складі району Магжана Жумабаєва Північноказахстанської області Казахстану. Входить до складу Байтерецького сільського округу.
Населення — 154 особи (2021; 214 у 2009, 310 у 1999, 318 у 1989).
Національний склад станом на 1989 рік:
- росіяни — 50 %
- казахи — 26 %.

До 2018 року село називалось Новий Бит.